# Pfarrkirche Rauchenwarth

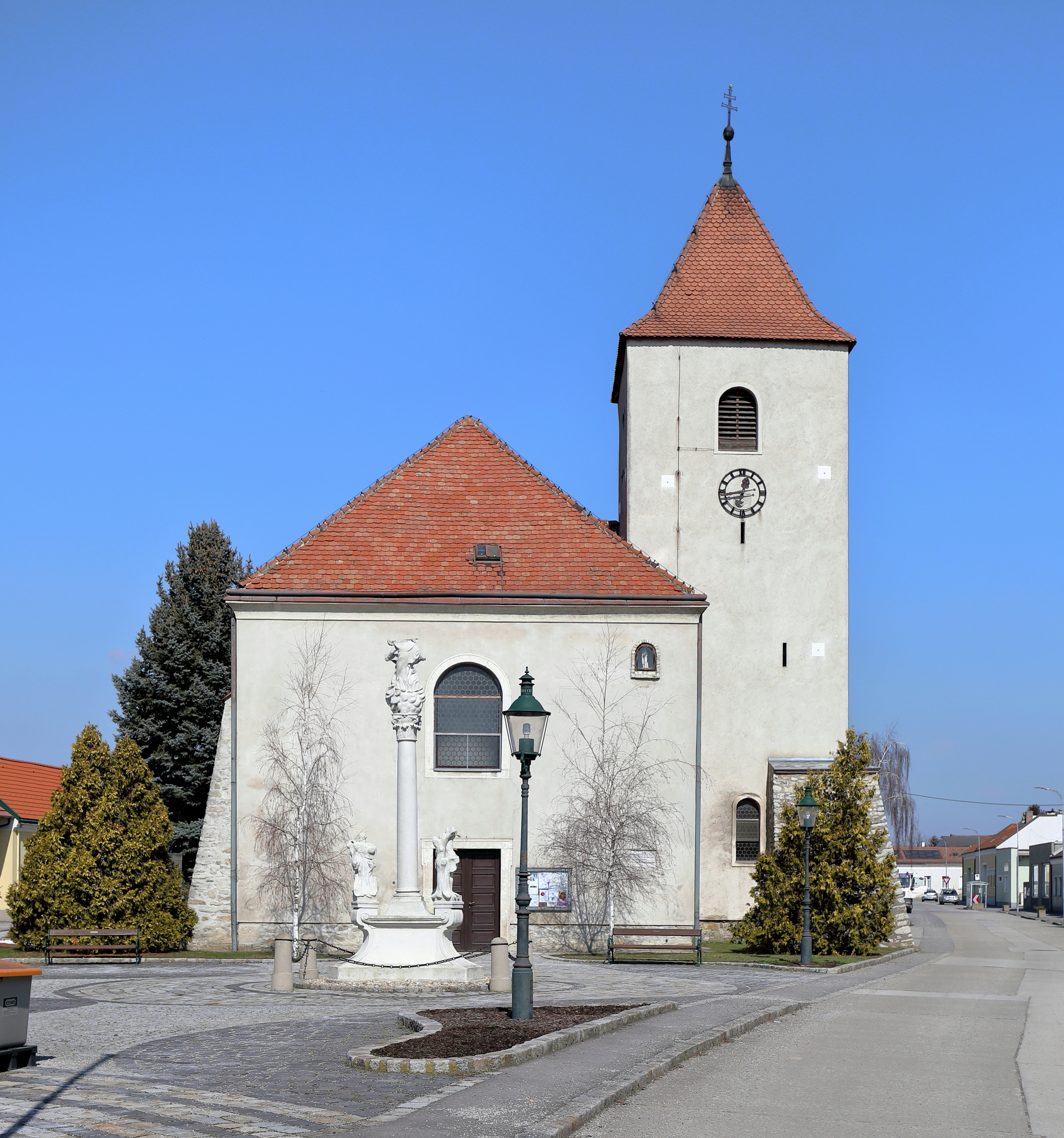
Katholische Pfarrkirche hl. Maria Magdalena in Rauchenwarth

Die römisch-katholische Pfarrkirche Rauchenwarth steht auf dem Anger im Ortszentrum der Gemeinde Rauchenwarth im Bezirk Bruck an der Leitha in Niederösterreich. Die dem Patrozinium der Heiligen Maria Magdalena unterstellte Pfarrkirche gehört zum Dekanat Schwechat in der Erzdiözese Wien. Die Kirche steht unter Denkmalschutz (Listeneintrag).

## Geschichte
Die Pfarre wurde 1773 gegründet.

## Architektur
An der Stelle einer ehemaligen romanischen geosteten Chorturmkirche steht heute ein genordeter Saalbau aus dem Ende des 17. Jahrhunderts. Der romanische Chorturm ist erhalten.
An das rechteckige Langhaus mit barocken Rundbogenfenstern unter einem Walmdach schließt ein eingezogener Polygonalchor mit Lisenen- und Gesimsgliederung an, östlich ist die Sakristei angebaut. Seitlich steht der viergeschoßige ehemalige Chorturm über einem quadratischen Grundriss, am Erdgeschoß mit Böschstreben verstärkt, es gibt hochromanische Schartenschlitze, die barocken Schallfenster sind rundbogig, der Turm trägt ein Pyramidendach.
Das Kircheninnere zeigt einen dreijochigen Saalraum unter einem Stichkappentonnengewölbe auf Gurtbögen des 17. Jahrhunderts auf Wandpfeilern mit profilierten Kämpfern. Die dreiachsige platzlunterwölbte Empore steht auf Pfeilern aus der Mitte des 18. Jahrhunderts. Der Triumphbogen ist rundbogig. Der eingezogene einjochige Chor mit einem Dreiseitschluss hat ein Stichkappentonnengewölbe auf übereck gefalteten Pilastern. Vom Langhaus führt ein spitzbogiger gotischer abgefaster ehemaliger Triumphbogen zum Turmerdgeschoß als ehemaliger Chor unter einem romanischen Bandrippengewölbe auf Konsolen und niedrigen Schartenfenstern aus dem 12. Jahrhundert.

## Einrichtung
Der Hochaltar mit einem Tempietto-Tabernakel mit seitlichen adorierenden Engelfiguren ist aus dem dritten Viertel des 18. Jahrhunderts. Das Altarbild zeigt die Heilige Maria Magdalena.
Im ehemaligen Chor im Turmerdgeschoß steht ein Altar mit einer Relieftafel Vierzehn Nothelfer in einer Wolkenglorie aus dem zweiten Viertel des 18. Jahrhunderts mit einer Statuette der hl. Barbara aus dem dritten Viertel des 18. Jahrhunderts und ein Taufstein mit einer gebuckelten Schale aus der Mitte des 17. Jahrhunderts.
Die Orgel mit 7 Registern baute Franz Ullmann um 1840. Das mechanische Schlag- und Läutwerk entstand im dritten Viertel des 19. Jahrhunderts.